# Kullervo
Kullervo é um anti-herói de destino trágico na mitologia Fino-húngara.
No finlandês Kalevala, Kullervo era o filho mal-fadado de Kalervo. Ele é o único personagem irremediavelmente trágico na mitologia finlandesa.